# قائمة ملوك فارس وإيران
فيما يلي قائمة ملوك فارس، الذين حكموا منطقة الشرق الأوسط وإيران المعروفة في العصر الحديث منذ نشأة السلالة الأخمينية على يد كورش الكبير عام 550 قبل الميلاد وحتى خلع أسرة البهلوي عام 1979.

## الدولة الأخمينية (550-330 قبل الميلاد)

امتداد الإمبراطورية الفارسية الأولى، الإمبراطورية الأخمينية.

| اسم العرش                            | الاسم الاصلي | صورة | لقب | الولادة–الوفاة | دخل المنصب | ترك المنصب | العلاقات الأسرية                                     | ملاحظة                                                     |
| ------------------------------------ | ------------ | ---- | --- | -------------- | ---------- | ---------- | ---------------------------------------------------- | ---------------------------------------------------------- |
| الإمبراطورية الأخمينية (550–330 ق.م) |              |      | |                |            |            |                                                      |                                                            |
| كورش الكبير                          |              |      | الملك العظيم، شاهنشاه، ملك انشان، ملك ميديون، ملك بابل، ملك سومر وأكاد، الملك من الزوايا الأربع للعالم | 600–530 ق.م    | 559 ق.م    | 530 ق.م    | ابن قمبيز الأول ملك أنشان وابن ماندانا ابنة أستياجيس | - ملك انشان من عام 559 ق.م - قتل في معركة ماسجاتي          |
| قمبيز الثاني                         |              |      | الملك العظيم، شاهنشاه، فرعون مصر                                                                       | ?–521 ق.م      | 530 ق.م    | 522 ق.م    | ابن كورش الكبير                                      | توفي بينما كان في طريقه لاخماد التمرد.                     |
| بارديا                               | جاوماتا (?)  |      | الملك العظيم، شاهنشاه، فرعون مصر                                                                       | ?–522 ق.م      | 522 ق.م    | 522 ق.م    | ابن كورش الكبير (يعتقد أنه دجال يدعي أنه بارديا)     | قتل على يد الأرستقراطيين الفرس                             |
| داريوس الأول                         |              |      | الملك العظيم، شاهنشاه، فرعون مصر                                                                       | 550–486 ق.م    | 522 ق.م    | 486 ق.م    | ابن هستاسبس                                          |                                                            |
| خشايارشا الأول                       |              |      | الملك العظيم، شاهنشاه، فرعون مصر                                                                       | 519–465 ق.م    | 485 ق.م    | 465 ق.م    | ابن داريوس الأول                                     | قتل                                                        |
| أرتحششتا الأول                       |              |      | الملك العظيم، شاهنشاه، فرعون مصر                                                                       | ?–424 ق.م      | 465 ق.م    | 424 ق.م    | ابن خشایارشا الأول                                   | يعتقد البعض أنه الملك أحشويروش في كتاب أستير               |
| أحشويروش الثاني                      | أرتحششتا     |      | الملك العظيم، شاهنشاه، فرعون مصر                                                                       | ?–424 ق.م      | 424 ق.م    | 424 ق.م    | ابن ارتحششتا الأول                                   | - معروف فقط في بلاد فارس - قتل على يد سوغديانا             |
| ?                                    | سجديانوس     |      | الملك العظيم، شاهنشاه، فرعون مصر                                                                       | ?–423 ق.م      | 424 ق.م    | 423 ق.م    | ابن ارتحششتا الأول                                   | - معروف فقط في بلاد فارس وعيلام - قتل من قبل داريوس الثاني |
| داريوس الثاني                        | أوخوس        |      | الملك العظيم، شاهنشاه، فرعون مصر                                                                       | ?–404 ق.م      | 424 ق.م    | 404 ق.م    | ابن ارتحششتا الأول                                   |                                                            |
| أرتحششتا الثاني                      | أرساكس       |      | الملك العظيم، شاهنشاه                                                                                  | 436–358 ق.م    | 404 ق.م    | 358 ق.م    | ابن داريوس الثاني                                    |                                                            |
| أرتحششتا الثالث                      | أوخوس        |      | الملك العظيم، شاهنشاه، فرعون مصر                                                                       | ?–338 ق.م      | 358 ق.م    | 338 ق.م    | ابن ارتحششتا الثاني                                  | قتل                                                        |
| أرتحششتا الرابع                      | أرسيس        |      | الملك العظيم، شاهنشاه، فرعون مصر                                                                       | ?–336 ق.م      | 338 ق.م    | 336 ق.م    | ابن ارتحششتا الثالث                                  | قتل                                                        |
| داريوس الثالث                        | آرتاشتا      |      | الملك العظيم، شاهنشاه، فرعون مصر                                                                       | 380–330 ق.م    | 336 ق.م    | 330 ق.م    | ابن ارتحششتا الرابع                                  | قتل على يد أرتحششتا الخامس                                 |
| أرتحششتا الخامس                      | بيسوس        |      | الملك العظيم، شاهنشاه                                                                                  | ?–329 ق.م      | 330 ق.م    | 329 ق.م    | ربما من نسل ارتحششتا الثاني                          | قتل على يد الإسكندر الأكبر                                 |

## الدولة الأرغية المقدونية (330–309 قبل الميلاد)
| اسم العرش                            | الاسم الاصلي    | صورة | لقب                                                                                 | الولادة–الوفاة         | دخل المنصب     | ترك المنصب | العلاقات الأسرية          | ملاحظة                                                                              |
| ------------------------------------ | --------------- | ---- | ----------------------------------------------------------------------------------- | ---------------------- | -------------- | ---------- | ------------------------- | ----------------------------------------------------------------------------------- |
| الإمبراطورية المقدونية (330–312 ق.م) |                 |      |                                                                                     |                        |                |            |                           |                                                                                     |
| الإسكندر الأكبر                      | الإسكندر الثالث |      | بازيليوس مقدونيا، القائد الأعلى للرابطة الهلينية، شاهنشاه فارس، فرعون مصر، سيّد آسيا | 356 – 13 يونيو 323 ق.م | 330 ق.م        | 323 ق.م    | ابن فيليب الثاني المقدوني | ملك مقدونيا من عام 336 ق.م باسم الإسكندر الثالث                                     |
| فيليبوس الثالث                       | أريدايوس        |      | ملك مقدونيا                                                                         | تقريبا 359 – 317 ق.م   | يونيو 323 ق.م  | 317 ق.م    | ابن فيليب الثاني المقدوني | قتل بواسطة أوليمبياس                                                                |

مملكة مقدونيا القديمة في أعضم اتساعها.

| الإسكندر الرابع                      |                 |      | بازيليوس مقدونيا، القائد الأعلى للرابطة الهلينية، شاهنشاه فارس، فرعون مصر، سيّدآسيا  | سبتمبر 323 – 309 ق.م   | سبتمبر 323 ق.م | 309 ق.م    | ابن الإسكندر الثالث       | - ملك مقدونيا باسم السكندر الرابع حتى عام 309 ق.م - قتل على يد كاساندر ابن أنتيباتر |
| بيرديكاس                             |                 |      | وصي على العرش                                                                       | ?–321 ق.م              | يونيو 323 ق.م  | 321 ق.م    |                           | - وصي على عرش السكندر الرابع وفيليب الثالث - أمير اورستايس                          |
| أنتيباتر                             |                 |      | وصي على العرش                                                                       | 398?–319 ق.م           | 321 ق.م        | 319 ق.م    | ابن ايولاس                | وصي على عرش السكندر الرابع وفيليب الثالث.                                           |
| بوليبيرخون                           |                 |      | وصي على العرش                                                                       | 394–303 ق.م            | 319 ق.م        | 316 ق.م    | ابن سيمياس                | وصي على عرش السكندر الرابع وفيليب الثالث.                                           |
| كاسندر                               |                 |      | وصي على العرش                                                                       | تقريبا 350-297         | 316 ق.م        | 309 ق.م    | ابن أنتيباتر              | - وصي على عرش السكندر الرابع وفيليب الثالث. - لم يمارس أي سلطة فعلية في بلاد فارس.  |

## الدولة الساسانية (224-651)
| اسم العرش                  | الاسم الاصلي | صورة | لقب                       | الولادة–الوفاة      | دخل المنصب      | ترك المنصب      | العلاقات الأسرية             | ملاحظة |
| -------------------------- | ------------ | ---- | ------------------------- | ------------------- | --------------- | --------------- | ---------------------------- | --- |
| عائلة ساسان                |              |      |                           |                     |                 |                 |                              | |

الإمبراطورية الساسانية في أقصى اتساع لها.

| أردشير الأول               |              |      | شاهنشاه                   | 180 – فبراير 242    | 224             | فبراير 242      | —                            | - أعلن نفسه شاهنشاه بعد أن هزم ارطبون الرابع ملك بارثيا في معركة هرمزغان - توفي لأسباب طبيعية في 242 - معروف أيضا باسم ارتحششتا                                         |
| سابور الأول                |              |      | شاهنشاه                   | 215 – مايو 270      | 12 ابريل 240    | مايو 270        | ابن                          | - حكم بالاشتراك مع والده أردشير الأول منذ 12 أبريل 240 - توفي لأسباب طبيعية في مايو 270 - معروف أيضا باسم شابور                                                         |
| هرمز الأول                 |              |      | شاهنشاه                   | ?– يونيو 271        | مايو 270        | يونيو 271       | ابن                          | - حكم لمدة سنة واحدة فقط |
| بهرام الأول                |              |      | شاهنشاه، شاه أرمينيا      | ?– سبتمبر 274       | يونيو 271       | سبتمبر 274      | أخ                           | - اضطهد المانيشية، وتسبب بمقتل ماني - توفى بسبب مرض في سبتمبر 274 |
| بهرام الثاني               |              |      | شاهنشاه                   | ?–293               | 274             | 293             | ابن                          | - توفى لأسباب طبيعية في 293 |
| بهرام الثالث               |              |      | شاهنشاه، شاه ساكستان      | ?–293               | 293             | 293             | ابن                          | - ربما تم أعدامه خلال الانتفاضة التي قادها عم ابيه نرسي |
| نرسي                       |              |      | شاهنشاه، شاه أرمينيا      | ?–302               | 293             | 302             | عم الأب                      | - تم تنصيبه بعد الاستيلاء على السلطة من بهرام الثالث في تمرد قاده ضده - معروف أيضا باسم نرشي أو نرسيه                                                                   |
| هرمز الثاني                |              |      | شاهنشاه                   | ?–309               | 302             | 309             | ابن                          | - تم تنصيبه بعد تنازل والده عن العرش |
| اذرنرسي                    |              |      | شاهنشاه                   | ?–309               | 309             | 309             | ابن                          | - تم خلعه من قبل النبلاء الساسانية بسبب قسوته |
| سابور الثاني               |              |      | شاهنشاه، سابور ذو الأكتاف | 309 – 379           | 309             | 379             | أخ                           | - بعد وفاة شقيقه اذرنرسي تم تتويجه وهو في رحم أمه. - معروف أيضا باسم شابور الثاني                                                                                       |
| أردشير الثاني              |              |      | شاهنشاه                   | ?–383               | 379             | 383             | أخ                           | - توفى لأسباب طبيعية في 384 |
| سابور الثالث               |              |      | شاهنشاه                   | ?– ديسمبر 388       | 383             | 388             | أخ                           | |
| بهرام الرابع               |              |      | شاهنشاه، کرمانشاه         | ?–399               | 388             | 399             | ابن                          | |
| يزدجرد الأول               |              |      | شاهنشاه                   | 363 – 21 يناير 420  | 399             | 420             | ابن                          | |
| سابور الرابع               |              |      | شاهنشاه                   |                     | 420             | 420             | ابن                          | |
| كسرى                       |              |      | شاهنشاه                   |                     | 420             | 420             | ابن عم                       | |
| بهرام الخامس               |              |      | شاهنشاه                   | 406 – 20 يونيو 438  | 420             | 438             | ابن عم                       | |
| يزدجرد الثاني              |              |      | شاهنشاه                   | ?–15 ديسمبر 457     | 438             | 457             | ابن                          | |
| هرمز الثالث                |              |      | شاهنشاه                   | 399–459             | 457             | 459             | ابن                          | |
| بيروز الأول                |              |      | شاهنشاه                   | 459 – يناير 484     | 457             | 484             | أخ                           | |
| بلاش                       |              |      | شاهنشاه                   | ?–488               | 484             | 488             | أخ                           | - ثار عليه اثنين من أبناء أخيه بيروز - كان أول تمرد من زعارير، لكنه لم ينجح وتم أعدامه. - كان التمرد الثاني من قبل قباد، الذي فشل في البداية بطلب المساعدة من الهفتاليت |
| قباد الأول                 |              |      | شاهنشاه                   | 449 – 13 سبتمبر 531 | 488             | 496             | ابن الأخ                     | - تم تنصيبه بعد أن قاد ثورة ضد عمه بلاش بمساعدة من الهفتاليت |
| جاماسب                     |              |      | شاهنشاه                   | ?–502               | 496             | 498             | أخ                           | |
| قباد الأول                 |              |      | شاهنشاه                   | 449 – 13 سبتمبر 531 | 498             | 531             | أخ                           | - استعاد العرش بمساعدة زارمهر كارين والهفتاليت |
| كسرى الأول                 |              |      | شاهنشاه، أنيشروان         | 500 – 31 يناير 579  | 531             | 579             | ابن                          | |
| هرمز الرابع                |              |      | شاهنشاه                   | 540 – 5 سبتمبر 590  | 579             | 590             | ابن                          | |
| كسرى الثاني                |              |      | شاهنشاه، برويز            | 570 – 28 فبراير 628 | 590             | 590             | ابن                          | - تمرد ضد والده ونصب نفسه ملكا على بلاد فارس، وبعد ذلك تمت الأطاحة به من قبل بهرام جوبين                                                                                |
| عائلة مهران                |              |      |                           |                     |                 |                 |                              | |
| بهرام السادس               |              |      | شاهنشاه، بهرام جوبين      | ?–591               | 590             | 591             | ثائر                         | - ثار على هرمز الرابع وكسرى الثاني ونصب نفسه ملكا |
| عائلة ساسان                |              |      |                           |                     |                 |                 |                              | |
| كسرى الثاني                |              |      | شاهنشاه، برويز            | 570 – 28 فبراير 628 | 591             | 628             | ابن هرمز الرابع              | - استعاد ملك الساسانية بعد هزيمة بهرام جوبين - قتل على يد ابنه شيرويه بعد دعوة النبي محمد ﷺ عليه.                                                                       |
| عائلة اسباهبذان            |              |      |                           |                     |                 |                 |                              | |
| بيستام                     |              |      | شاهنشاه                   | ?–596 أو 600        | 591             | 595             | عم                           | - عم كسرى الثاني - أسس مدينة بسطام |
| عائلة ساسان                |              |      |                           |                     |                 |                 |                              | |
| قباذ الثاني                |              |      | شاهنشاه                   | ?–15 سبتمبر 628     | 628             | 628             | ابن                          | - نصب نفسه بعد أن قتل والده وإخوته - توفى بعد بضعة أشهر من حكمه |
| أردشير الثالث              |              |      | شاهنشاه                   | 621 – 27 ابريل 629  | 628             | 629             | ابن                          | |
| عائلة مهران                |              |      |                           |                     |                 |                 |                              | |
| شهربراز                    |              |      | شاهنشاه                   | ?–17 يونيو 629      | 27 ابريل 629    | 17 يونيو 629    | قائد                         | - شارك في حصار القسطنطينية (626) |
| عائلة ساسان                |              |      |                           |                     |                 |                 |                              | |
| كسرى الثالث                |              |      | شاهنشاه                   | ?–630               | 630             | 630             | ابن أخ كسرى الثاني           | - حكم فترة وجيزة في خراسان كملك منافس |
| بوراندخت (الولاية الأولى)  |              |      | شهبانو                    | 590 – 632           | 17 يونيو 629    | 16 يونيو 630    | ابنة كسرى الثاني             | - ابنة كسرى الثاني - واحدة من امرأتين فقط الآتي وصلن العرش الساساني |
| سابور الخامس               |              |      | شاهنشاه                   | ?–?                 | 630             | 630             | ابن شهربراز وأخت كسرى الثاني | |
| بيروز الثاني               |              |      | شاهنشاه                   | ?–630               | 630             | 630             | من سلالة كسرى الأول          | |
| آزرمي دخت                  |              |      | شهبانو                    | ?–631               | 630             | 631             | ابنة كسرى الثاني             | - ابنة كسرى الثاني وشقيقة بوراندخت - الامرأة الثانية التي وصلت العرش الساساني                                                                                           |
| كسرى الرابع                | Khurrazadh   |      | شاهنشاه                   | ?–631               | 631             | 631             |                              | |
| عائلة اسباهبذان            |              |      |                           |                     |                 |                 |                              | |
| فرخ هرمز                   |              |      | شاهنشاه                   |                     | 630             | 631             | قائد                         | |
| عائلة ساسان                |              |      |                           |                     |                 |                 |                              | |
| هرمز السادس                |              |      | شاهنشاه                   |                     | 630             | 631             | مغتصب                        | |
| كسرى الرابع                |              |      | شاهنشاه                   |                     | 631             | 631             | ابن كسرى الثاني              | |
| فرخ باذ كسرى الخامس        |              |      | شاهنشاه                   |                     | March 631       | April 631       | ابن كسرى الثاني              | |
| بوراندخت (الولاية الثانية) |              |      | شاهنشاه                   |                     | 631             | 632             | ابنة كسرى الثاني             | - استعادت العرش الساساني |
| يزدجرد الثالث              |              |      | شاهنشاه                   |                     | 632             | 651             | حفيد كسرى الثاني             | - تولى الحكم خلال سلسلة من الصراعات الداخلية - بدأ الفتح الإسلامي لبلاد فارس في أول سنه من عهده                                                                         |
| سقوط الدولة الساسانية      |              |      |                           |                     |                 |                 |                              | |
| بيروز الثالث               |              |      |                           |                     | 651 (في المنفى) | 679 (في المنفى) | ابن                          | - تراجع إلى الأراضي الصينية حيث شغل منصب قائد تانغ - شغل منصب رئيس محافظة لفارس امتدادا لمنفي المحكمة الساسانية                                                         |
| نرسيه                      |              |      |                           |                     | 679 (في المنفى) | غير معروف       | ابن                          | - شغل منصب جنرال تانغ مثل والده - الامبراطور الساساني الأخير (في المنفى)                                                                                                |

## السلالة الصفوية(1501-1736)

أقصى حد للإمبراطورية الصفوية بقيادة شاه عباس الأول.

| اسم العرش                       | الاسم الاصلي     | صورة | لقب                              | الولادة–الوفاة | دخل المنصب     | ترك المنصب     | العلاقات الأسرية                                                               | ملاحظة                                     |
| ------------------------------- | ---------------- | ---- | -------------------------------- | -------------- | -------------- | -------------- | ------------------------------------------------------------------------------ | ------------------------------------------ |
| الدولة الصفوية ، 1501–1786      |                  |      |                                  |                |                |                |                                                                                |                                            |
| إسماعيل الأول                   |                  |      | شاه، سلطان                       | 1487–1524      | 7 نوفمبر 1502  | 23 مايو 1524   | ابن سلطان حيدر                                                                 |                                            |
| طهماسب الأول                    |                  |      | شاه، صاحب القرأن، سلطان السلاطين | 1514–1576      | 23 مايو 1525   | 25 مايو 1576   | ابن إسماعيل الأول                                                              |                                            |
| إسماعيل الثاني الصفوي           |                  |      | شاه                              | 1537–1577      | 25 مايو 1576   | 24 نوفمبر 1577 | ابن طهماسب الأول                                                               | تم تسميمه (?)                              |
| محمد خوذ بنده                   |                  |      | خوذ بنده، أشرف، سلطان            | 1532–1596      | 25 مايو 1576   | 1 أكتوبر 1587  | ابن طهماسب الأول                                                               | تم عزله                                    |
| عباس الأكبر                     |                  |      | شاهنشاه، سلطان                   | 1571–1629      | 1 أكتوبر 1587  | 19 يناير 1629  | ابن محمد خوذ بنده                                                              |                                            |
| صفي الصفوي                      | سام ميرزا        |      | شاه، ميرزا                       | 1611–1642      | 19 يناير 1629  | 12 مايو 1642   | ابن محمد باقر (صافي) ميرزا ابن عباس الأول                                      |                                            |
| عباس الثاني الصفوي              |                  |      | شاه                              | 1632–1666      | 12 مايو 1642   | 26 أكتوبر 1666 | ابن صفي الصفوي                                                                 |                                            |
| سليمان الأول الصفوي             | صافي ميرزا       |      | شاه، حكيم الحكماء                | 1645–1694      | 26 أكتوبر 1666 | 29 يوليو 1694  | ابن عباس الثاني الصفوي                                                         |                                            |
| سلطان حسين الأول الصفوي         |                  |      | شاه، سلطان، صدر الحاكم           | 1668–1726      | 29 يوليو 1694  | 11 سبتمبر 1722 | ابن سليمان الأول الصفوي                                                        | تم عزله وقتل بمحمود هوتاكي                 |
| طهماسب الثاني                   |                  |      | شاه                              | 1704–1740      | 11 سبتمبر 1722 | 16 أبريل 1732  | ابن سلطان حسين الأول                                                           | تم عزله وقتل بنادر شاه                     |
| أحمد                            |                  |      | شاه، سلطان                       | 1687–1728      | 28 سبتمبر 1726 | 30 مارس 1728   | son of Mirza Abolqasem son of Shahrbanu Beigom daughter of سليمان الأول الصفوي | تم عزله وقتل بأشرف هوتاكي                  |
| عباس الثالث الصفوي              |                  |      | شاه                              | 1730–1739      | 16 أبريل 1732  | 22 يناير 1736  | ابن تهماسب الثاني                                                              | تحت سيطرة نادر شاه. تم عزله وقتل بنادر شاه |
| سام                             |                  |      | شاه                              | ?–1743         | 1743           | 1743           | ابن سلطان حسين الأول (?)                                                       | قتل بالمغتصب نادر شاه                      |
| إسماعيل الثالث الصفوي           | اسماعیل میرزا    |      | شاه                              | ?–1772         | 1749           | 1749           | son of Maryam Beigom (or Khan Agha Beigom) daughter of سلطان حسين الأول الصفوي | Under control of كريم خان زند. تم عزله     |
| سليمان الثاني الصفوي            | سيد محمد         |      | شاه                              | 1723 or 1725–? | 1749           | 1750           | son of Shahrbanu Beigom daughter of سليمان الأول الصفوي                        | عزله وعماه شاروخ افشار                     |
| إسماعيل الثالث الصفوي           | Mirza Abutorab   |      | شاه                              | ?–1772         | 1752           | 1756           | son of Maryam Beigom (or Khan Agha Beigom) daughter of سلطان حسين الأول الصفوي | Under control of كريم خان زند. تم عزله     |
| سلطان حسين الثاني               |                  |      | شاه                              | ?–1753         | 1753           | 1753           | ابن سلطان حسين الأول (?)                                                       | مغتصب. قتل                                 |
| محمد الثاني                     | سلطان محمد ميرزا |      | شاه                              | ?–?            | 1786           | 1786           | ابن سلطان حسين ميرزا ابن طهماسب الثاني                                         | تحت سيطرة آغا محمد خان قاجار               |
| عائلة هوتاكى جيلزاى ، 1722–1729 |                  |      |                                  |                |                |                |                                                                                |                                            |
| محمود شاه هوتاكي                |                  |      | شاه                              |                | 1722           | 1725           |                                                                                |                                            |
| أشرف شاه هوتاكي                 |                  |      | شاه                              |                | 1725           | 1729           |                                                                                | قتل                                        |

## الدولة الأفشارية (1736–1796)

الدولة الأفشارية في أقصى حدودها.

| اسم العرش                   | الاسم الاصلي | صورة | لقب                                   | الولادة–الوفاة | دخل المنصب    | ترك المنصب    | العلاقات الأسرية | ملاحظة                                                                             |
| --------------------------- | ------------ | ---- | ------------------------------------- | -------------- | ------------- | ------------- | --- | ---------------------------------------------------------------------------------- |
| الدولة الأفشارية، 1736–1796 |              |      |                                       |                |               |               | |                                                                                    |
| نادر شاه                    | نادر قلی خان |      | شاه، سلطان، حكيم الحكماء، حضرة إلأشرف | 1698–1747      | 22 يناير 1736 | 19 يونيو 1747 | ابن الإمام قلی بيج افشار                                                                                                | قبل التتويج لقبه كان طهماسب قلی خان. قتل                                           |
| عادل شاه                    | علي قلی بيج  |      | شاه                                   | 1719/20–1749   | 19 يونيو 1747 | 29 يوليو 1748 | ابن محمد إبراهيم خان أخو نادر شاه                                                                                       | تم خلعه، وعمي وقتل بإبراهيم افشار                                                  |
| إبراهيم شاه                 | محمد علي بيج |      | شاه                                   | 1724–1749      | 29 يوليو 1748 | 3 سبتمبر 1748 | ابن محمد إبراهيم خان أخو نادر شاه                                                                                       | تم خلعه، وقتل بشاروخ افشار                                                         |
| شاهرخ ميرزا                 |              |      | شاه                                   | 1734–1796      | 3 سبتمبر 1748 | 1796          | son of Reza Qoli Mirza son of نادر شاه. His mother was Fatemeh Soltan Beigom daughter of سلطان حسين الأول الصفوي Safavi | تم خلعه، وعمي بسليمان الثاني ( 1749 )، أعيد (1750) & أخيرا قتل بآغا محمد خان قاجار |

## السلالة الزندية (1751–1794)

خريطة الدولة الزندية في وقت حكم لطف علي خان.

| اسم العرش                  | الاسم الاصلي | صورة | لقب               | الولادة–الوفاة   | دخل المنصب     | ترك المنصب     | العلاقات الأسرية                              | ملاحظة                                 |
| -------------------------- | ------------ | ---- | ----------------- | ---------------- | -------------- | -------------- | --------------------------------------------- | -------------------------------------- |
| الدولة الزندية (1751–1794) |              |      |                   |                  |                |                |                                               |                                        |
| كريم خان زند               | محمد كريم    |      | خان، وكيل الرعايا | 1705–1779        | 1751           | 6 مارس 1779    | son of Inaq Khan & Bay Agha                   |                                        |
| محمدعلى خان زند            |              |      | خان               | 1760–1779        | 6 مارس 1779    | 19 يونيو 1779  | ابن كريم خان                                  |                                        |
| أبو الفتح خان زند          |              |      | خان               | 1755–1787        | 6 مارس 1779    | 22 أغسطس 1779  | ابن كريم خان                                  |                                        |
| زكي خان زند                |              |      | خان               | ?–22 August 1779 | 6 مارس 1779    | 22 أغسطس 1779  | son of Budaq Khan & Bay Agha                  |                                        |
| صدیق خان زند               | محمد صادق    |      | خان               | ?–1782           | 22 أغسطس 1779  | 14 March 1781  | son of Inaq Khan & Bay Agha                   |                                        |
| علی مراد خان زند           |              |      | خان               | 1720–1785        | 14 مارس 1781   | 11 فبراير 1785 | son of Allah Morad (Qeytas) Khan Zand Hazareh |                                        |
| جعفر خان زند               |              |      | خان               | ?–1789           | 18 فبراير 1785 | 23 يناير 1789  | ابن صادق خان زند                              |                                        |
| سيد مراد خان زند           |              |      | خان               | ?–1789           | 23 يناير 1789  | 10 مايو 1789   | son of Khoda Morad Khan Zand Hazareh          |                                        |
| لطف علی خان زند            |              |      | خان               | 1769–1794        | 23 يناير 1789  | 20 مارس 1794   | ابن جعفر خان                                  | تم خلعه، وعمي وقتل بآغا خان قاجار محمد |

## السلالة القاجارية (1794–1925)

خريطة لدولة القاجارية في عهد محمد خان.

| اسم العرش                    | الاسم الاصلي | صورة | لقب                            | الولادة–الوفاة | دخل المنصب     | ترك المنصب     | العلاقات الأسرية                                              | ملاحظة    |
| ---------------------------- | ------------ | ---- | ------------------------------ | -------------- | -------------- | -------------- | ------------------------------------------------------------- | --------- |
| الدولة القاجارية (1794–1925) |              |      |                                |                |                |                |                                                               |           |
| آغا محمد خان القاجاري        | أغا محمد خان |      | خان، شاه، خاقان                | 1742–1797      | 20 مارس 1794   | 17 يونيو 1797  | ابن محمد حسن خان قاجار                                        | قتل       |
| فتح علي شاه                  | بابا خان     |      | شاه، خاقان، سلطان صاحب القران  | 1772–1834      | 17 يونيو 1797  | 23 أكتوبر 1834 | son of Hosein Qoli Khan Jahansuz brother of محمد خان القاجاري |           |
| محمد شاه                     |              |      | شاه، خاقان                     | 1808–1848      | 23 أكتوبر 1834 | 5 سبتمبر 1848  | son of Abbas Mirza Nayeb os-Saltaneh son of فتح علي شاه       |           |
| مهد علیا ،ملک جهان خانم      |              |      | مهد علیا                       | 1814–1888      | 5 سبتمبر 1848  | 5 أكتوبر 1848  | زوجة محمد شاه قاجار                                           | وصي العرش |
| ناصر الدين شاه               |              |      | شاه، خاقان، سلطان، صاحب القران | 1831–1896      | 5 أكتوبر 1848  | 1 مايو 1896    | ابن محمد شاه قاجار ومهد علیا                                  | قتل       |
| مظفر الدين شاه               |              |      | شاه، خاقان                     | 1853–1907      | 1 مايو 1896    | 3 يناير 1907   | ابن ناصر الدين شاه قاجار                                      |           |
| محمد علي شاه                 |              |      | شاه                            | 1872–1925      | 3 يناير 1907   | 16 يوليو 1909  | ابن مظفر الدين شاه قاجار                                      | تم عزله   |
| أحمد مرزا شاه القاجاري       |              |      | شاه                            | 1898–1930      | 16 يوليو 1909  | 15 ديسمبر 1925 | ابن محمد علي شاه قاجار                                        | تم عزله   |

## السلالة البهلوية (1925–1979)

خريطة الدولة البهلوية.

| اسم العرش                  | الاسم الاصلي | صورة | لقب                              | الولادة–الوفاة | دخل المنصب     | ترك المنصب     | العلاقات الأسرية | ملاحظة  |
| -------------------------- | ------------ | ---- | -------------------------------- | -------------- | -------------- | -------------- | ---------------- | ------- |
| الدولة البهلوية، 1925–1979 |              |      |                                  |                |                |                |                  |         |
| رضا شاه پهلوی              |              |      | شاهنشاه                          | 1878–1944      | 15 ديسمبر 1925 | 16 سبتمبر 1941 | ابن علي عباس     | تم عزله |
| محمد رضا بهلوى             |              |      | شاهنشاه، آریامهر، بزرك ارتشتاران | 1919–1980      | 16 سبتمبر 1941 | 11 فبراير 1979 | ابن رضا بهلوي    | تم عزله |